# Popis kraljeva Rohana
Ovo je lista kraljeva kraljevstva Rohan iz knjige Gospodara prstenova britanskog književnika J. R. R. Tolkiena. Svi kraljevi su iz Trećeg doba osim zadnjega Elfwina (IV označava Četvrto doba) i svi potječu iz kuće Eorlove. 
| Prva loza  | |                |
| 1.         | Eorl Mladi, sin Léoda - Nazvan mladi jer je mlad naslijedio oca. Poveo vojsku na Celebrantsko polje kako bi pomogao Gondoru, te je zbog toga dobio Rohan da se u njemu naseli. Poginuo je u boju na Pustari. | 2485. – 2545.  |
| 2.         | Brego - Protjerao neprijatelje s Pustare. Godine 2569. dovršio veliku dvoranu u Meduselduu. | 2545. – 2570.  |
| 3.         | Aldor Stari - Nazvan stari jer je kraljevao 75 godina. Protjerao Dunlanđane istočno od Isena. | 2570. – 2645.  |
| 4.         | Fréa - U kasnoj dobi okrunjen za kralja. | 2645. – 2659.  |
| 5.         | Fréawine | 2659. – 2680.  |
| 6.         | Goldwine | 2680. – 2699.  |
| 7.         | Déor - Ponovni napadi Dunlanđana koji su zauzeli Isengard. | 2699. – 2718.  |
| 8.         | Gram | 2718. – 2741.  |
| 9.         | Helm Batošak - Potkraj njegove vladavine Rohan je pretrpio velike gubitke zbog napada neprijatelja i Duge zime.                                                                                              | 2741. – 2759.  |
|            | Helmova dva sina Haleth i Hama ubijena su te ga je naslijedio nećak Fréaláf Hildeson i započeo drugu lozu.                                                                                                   |                |
|            | |                |
| Druga loza | |                |
| 10.        | Fréaláf Hildeson - U njegovo doba Saruman se naselio u Isengardu. | 2759. – 2798.  |
| 11.        | Brytta Léofa - Veoma ga volio narod. Protjerao orke u Bijelo gorje. | 2798. – 2842.  |
| 12.        | Walda - Bio kralj samo 9 godina, orci ga ubili u zasjedi. | 2842. – 2851.  |
| 13.        | Folca Lovac - Zarekao se da neće loviti životinje dok postoji ijedan ork u Rohanu. Nakon što je uništio orke pošao u lov na velikog vepra iz Everholta u šumi Firien. Ubio vepra, ali i sam stradao.         | 2851. – 2864.  |
| 14.        | Folcwine - Ponovno osvojio zapadnu marku. Poslao velike snage u pomoć Gondoru koji je bio pod napadom te su mu poginula oba sina.                                                                            | 2864. – 2903.  |
| 15.        | Fengel - Upamćen po lošem u Rohanu. Bio je pohlepan i zavađen s djecom i dvoranima. | 2903. – 2953.  |
| 16.        | Thengel - Dugo vremena proveo u Gondoru i oženio Morwen iz Lossarnacha. Saruman počeo napadati Rohan. | 2953. – 2980.  |
| 17.        | Théoden Ednew - Potpao pod Sarumanov utjecaj no Gandalf ga oslobodio. Pobijedio Sarumanove snage u bitci kod Rograda. Poginuo u bitci na Pelennorski poljima.                                                | 2980. – 3019.  |
|            | Théodenov jedini sin, Théodred, ubijen je u Prvoj bitci na prijelazu rijeke Isen. Naslijedio ga je nećak Éomer i započeo treću lozu.                                                                         |                |
|            | |                |
| Treća loza | |                |
| 18.        | Éomer Éadig - Mlad postao trećim zapovjednikom Marke. Vladao 65 godina. Obnovio Eorlovu zakletvu i učvrstio veze s Gondorom. Pratio kralja Elessara na svim bojnim pohodima.                                 | 3019. – IV 63. |
| 19.        | Elfwine | IV 63. – ?     |